# لقمه‌ماهی گرد آمریکایی
لقمه‌ماهی گرد آمریکایی (نام علمی: Urotrygonidae) نام یک تیره از راسته لقمه‌ماهی‌سانان است.